# Tomm Moore
Pour les articles homonymes, voir Moore.
Tomm Moore, né le 7 janvier 1977 à Newry, est un réalisateur et scénariste irlandais de films d'animation.

## Biographie

### Récompenses ert distinctions
En 2015, Tomm Moore reçoit le Prix de l'animation de la National Cartoonists Society.

### Engagement
Lors des élections européennes de 2024, il soutient le Parti animaliste.

## Filmographie

### Comme réalisateur
- 2009 : Brendan et le Secret de Kells (The Secret of Kells), coréalisé avec Nora Twomey
- 2014 : Le Chant de la mer (Song of the Sea)
- 2014 : Le Prophète (Khalil Gibran's The Prophet) coréalisé avec Roger Allers, Gaëtan et Paul Brizzi, Joann Sfar, Nina Paley, Bill Plympton, Mohammed Saeed Harib, Michel Socha et Joan C. Gratz
- 2020 : Le Peuple Loup (Wolfwalkers), coréalisé avec Ross Stewart

### Comme scénariste
- 2009 : Brendan et le Secret de Kells (histoire originale)
- 2014 : Le Chant de la mer (Song of the Sea) (histoire originale)
- 2020 : Le Peuple Loup (Wolfwalkers) (histoire originale avec Ross Stewart et Jerrica Cleland)
- 2024 : La Nuit d'McKenzie (McKenzie and the Moon) (histoire originale)
- 2025 : Mythopole (Mythopolis) (historie originale avec Ross Stewart et Jerrica Cleland)

### Comme assistant-réalisateur
- 2021 : Belle de Mamoru Hosoda (avec Ross Stewart)

### Comme producteur
- 2017 : Parvana, une enfance en Afghanistan (The Breadwinner)

### Box-office France
| Année | Film                          | Entrées |
| ----- | ----------------------------- | ------- |
| 2009  | Brendan et le Secret de Kells | 162 924 |
| 2014  | Le Chant de la mer            | 261 940 |